# У тіні
«У тіні» (перс. زیر سایه, англ. Under the Shadow) — міжнародно-спродюсований фільм жахів, знятий Бабаком Анварі. Світова прем'єра стрічки відбулась 22 січня 2016 року на Санденському кінофестивалі. Фільм розповідає про матір і доньку, у будинку яких оселилося зло.
Фільм був висунутий Великою Британією на премію «Оскар» за найкращий фільм іноземною мовою.

## У ролях
- Наргес Рашиді — Шідех
- Авін Маншаді — Дорсі
- Боббі Надері — Ірай
- Рей Гаратіан — Ебрагімі

## Визнання
| Нагороди та номінації фільму «У тіні»           | Нагороди та номінації фільму «У тіні»                          | Нагороди та номінації фільму «У тіні»                                              | Нагороди та номінації фільму «У тіні» | Нагороди та номінації фільму «У тіні» |
| Кінопремія / Кінофестиваль                      | Категорія / Нагорода                                           | Номінант                                                                           | Результат                             | Дж                                    |
| ----------------------------------------------- | -------------------------------------------------------------- | ---------------------------------------------------------------------------------- | ------------------------------------- | ------------------------------------- |
| Афінський міжнародний кінофестиваль             | Найкращий фільм                                                | «У тіні»                                                                           | Номінація                             |                                       |
| Премія БАФТА                                    | Найкращий британський фільм                                    | «У тіні»                                                                           | В очікуванні                          | [ 2 ]                                 |
| Премія БАФТА                                    | Найкращий дебют британського режисера, сценариста чи продюсера | Бабак Анварі (сценарист/режисер), Емілі Лео, Олівер Роскілл, Лакен Тог (продюсери) | В очікуванні                          | [ 2 ]                                 |
| Премія британського незалежного кіно            | Найкращий британський незалежний фільм                         | «У тіні»                                                                           | Номінація                             | [ 3 ]                                 |
| Премія британського незалежного кіно            | Найкращий режисер                                              | Бабак Анварі                                                                       | Номінація                             | [ 3 ]                                 |
| Премія британського незалежного кіно            | Найкраща акторка                                               | Нарджес Рашіді                                                                     | Номінація                             | [ 3 ]                                 |
| Премія британського незалежного кіно            | Найкраща акторка другого плану                                 | Авін Меншаді                                                                       | Перемога                              | [ 3 ]                                 |
| Премія британського незалежного кіно            | Найкращий сценарій                                             | Бабак Анварі                                                                       | Перемога                              | [ 3 ]                                 |
| Премія британського незалежного кіно            | Приз Дугласа Гікокса (найкращий режисерський дебют)            | Бабак Анварі                                                                       | Перемога                              | [ 3 ]                                 |
| Пучонський міжнародний кінофестиваль фантастики | Вибір журі                                                     | «У тіні»                                                                           | Перемога                              |                                       |
| Премія «Незалежний дух»                         | Найкращий фільм іноземною мовою                                | «У тіні»                                                                           | В очікуванні                          | [ 4 ]                                 |